# Transformers: Age of Extinction
Transformers: Age of Extinction eller Transformers 4, är en amerikansk film som hade biopremiär i Kanada och USA den 19 juni 2014, regisserad av Michael Bay. Den är  baserad på Transformers-leksakerna och är uppföljaren till Transformers: Dark of the Moon. Huvudrollen spelas av Mark Wahlberg.

## Handling
Det har gått fem år sedan händelserna i Transformers: Dark of the Moon. Ingenjören Cade Yeager hittar en gammal lastbil och upptäcker att den är en Transformer, och inte vilken Transformer som helst: Optimus Prime. Cade, hans dotter Tessa och Optimus får veta att människor jagar och dödar Autobots för att kunna bygga egna Transformers, bl.a. Galvatron som påminner väldigt mycket om Optimus gamla dödsfiende Megatron.

## Rollista (i urval)
- Mark Wahlberg - Cade Yeager[3]
- Stanley Tucci - Joshua Joyce[4]
- Kelsey Grammer - Harold Attinger[4]
- Nicola Peltz - Tessa Yeager[5]
- Jack Reynor - Shane Dyson[6]
- Sophia Myles - Darcy Tirrel[7]
- Bingbing Li - Su Yueming[8]
- Titus Welliver - James Savoy
- T.J. Miller - Lucas Flannery
- Peter Cullen - Optimus Prime[9]
- Mark Ryan - Lockdown
- John Goodman - Hound
- John DiMaggio - Crosshairs
- Ken Watanabe - Drift
- Frank Welker - Galvatron
- Robert Foxworth - Ratchet
- Reno Wilson - Brains

## Om filmen
Filmen hade Sverigepremiär den 10 juli 2014 i 3D.